# Erich Srbek
Erich Srbek (4. června 1908 – 24. února 1973) byl český fotbalový záložník a trenér, fotbalový reprezentant.

## Sportovní kariéra
Hrál za kluby DFC Praha, Sparta Praha, Viktoria Žižkov. K nejvýznamnějším patří jeho působení v pražské Spartě, kde sehrál v letech 1930 až 1937 celkem 282 zápasů.
V letech 1930–1936 reprezentoval celkem 14× Československo. Gól nevstřelil. Později pracoval jako fotbalový trenér.